# Paolina Leopardi
Paolina Leopardi (Recanati, 5 ottobre 1800 – Pisa, 13 marzo 1869) è stata una scrittrice e traduttrice italiana.
Sorella di Giacomo Leopardi, fu autrice di diverse traduzioni dal francese e di una biografia di Mozart.

## Biografia
Paolina Leopardi fu la terzogenita - dopo Giacomo e Carlo - e unica figlia femmina dei dieci figli del conte Monaldo e di Adelaide Antici.

### Gioventù
Fu battezzata nella chiesa recanatese di Santa Maria Morello con il nome di Paolina Francesca Saveria Placida Blancina Adelaide. Nacque settimina, secondo quanto ella stessa scrisse, perché la madre, «gravida di sette mesi, cadde dalle scale, ed io mi affrettai tosto di uscire fuori per godere di questo bel mondo, di cui ora mi affretterei di uscire, se potessi».
Era «piccola e gracile, aveva capelli bruni e corti, occhi di un azzurro incerto, viso olivastro e rotondetto: era brutta, ma di una gentilezza, di una bontà, che potean farla parere graziosa a chi la conoscesse intimamente». In presenza di estranei, parlava pochissimo, dando loro un'impressione di scarsa cordialità, ma era in realtà molto timida e «aveva vissuto troppo lontano dalla società per sapervi stare con disinvoltura: ma nelle circostanze in cui vide sé oggetto di delicate ed amorevoli attenzioni, la sua gratitudine fu profonda e durevole. Non era prodiga della sua amicizia; quando però l'aveva concessa, era fida e sicura».
Compagna di giochi dei fratelli maggiori, era da loro soprannominata don Paolo perché, essendo sempre vestita di nero e portando i capelli corti, le veniva affidato il personaggio del parroco. Adulta, collaborò col padre nella redazione delle riviste La Voce della Ragione e La Voce della Verità: stava a lei l'incarico di recensire e tradurre articoli dei giornali francesi. Anch'essa, come i fratelli, era sottoposta dai genitori a un regime "reclusorio" in casa Leopardi, all'interno del quale essi erano totalmente schiacciati dal sistema delle vincolanti decisioni genitoriali sulla loro vita.

### Le proposte di matrimonio
Come era allora d'abitudine, i genitori si posero presto il problema di accasare la figlia, valutando anche le spese necessarie al suo matrimonio. Ne era ben informato anche Giacomo, che il 5 gennaio 1819 scriveva all'amico Pietro Giordani che i genitori avrebbero riservato a lei una dote non superiore alle 40.000 lire - cifra per altro rispettabile - e non avrebbero sollevato obiezioni contro un marito di casato non nobile, purché di «civiltà competente». La notizia del primo fidanzamento e del previsto matrimonio fu però data da Giacomo al Giordani solo due anni dopo, il 13 luglio 1821: «La mia Paolina questo gennaio sarà sposa in una città dell'Urbinate, non grande, non bella, ma con persona comoda, liberissima ed umana».
In vista del matrimonio con tale Pier Andrea Peroli, di Sant'Angelo in Vado, già vedovo con un figlio di un anno, Giacomo compose la canzone Nelle nozze della sorella Paolina che è in realtà, come costume retorico del tempo, un pretesto per celebrare le presunte virtù di un passato vivo solo nei libri di storia. Lo ammette indirettamente lo stesso poeta, dando al Giordani il 1º febbraio 1823 la notizia del fallimento del progetto matrimoniale: «Paolina non fu più sposa. Voleva, e ciò (lo confesso) per consiglio mio e di Carlo, fare un matrimonio alla moda, cioè d'interesse, pigliando quel signore ch'era bruttissimo e di niuno spirito, ma di natura pieghevolissimo e stimato ricco. S'è poi veduto che quest'ultima qualità gli era male attribuita, e il trattato, ch'era già conchiuso, è stato rotto».
Paolina cercava nel matrimonio principalmente il mezzo per allontanarsi da casa Leopardi, come testimoniano le sue lettere: «[...] il paese dove vivo io è casa Leopardi; e voi sapete meglio di me come vi si vive. In somma io sono disperata [...]».
La possibilità di un nuovo accordo matrimoniale capitò dopo poche settimane: il fratello Carlo conobbe un tal Ranieri (o Raniero) Roccetti, bel giovane elegante, colto e di buone maniere, e lo propose come possibile fidanzato a Paolina, alla quale piaceva molto, anche se ne temeva la fama di libertino e forse si sentiva anche, al suo cospetto, priva di lusinghe: e infatti il Roccetti scelse già il mese dopo un altro partito, una vedova benestante, «giovane però, e bella». Quel giovane restò a lungo nel cuore di Paolina: «Io ho amato un giovane signore marchigiano» - scriverà quasi dieci anni dopo - «di nome Ranieri [...] l'ho amato tu non puoi immaginare con quale ardore; io era sua sposa, perché tutto era combinato [...] ed egli era quale lo avevo desiderato nei miei sogni».
Sfumato subito un altro pretendente, tale Osvaldo Carradori, sembra per l'opposizione dei genitori di Paolina, ancora in quel 1823 fu la volta del Cavaliere Luigi Marini, direttore generale del catasto di Roma, circa cinquantenne, vedovo con figli già adulti di una moglie «zoppa e brutta», da lui amata «svisceratamente». Accertate le qualità morali ed economiche del Marini, come al solito non si chiese nemmeno a Paolina di conoscerlo, ma la ragazza era prontissima al matrimonio, «incantata» all'idea di andare a vivere a Roma e non vedendo l'ora di allontanarsi da Recanati: «Giacomuccio mio, fino a che vi è in me una ombra di speranza di poter conchiudere con questo, non voglio sentir parlare di altri [...] aspetto le vostre lettere con un palpito terribile. Se sapeste quanto piango!».
In luglio fu tutto finito, perché il Marini concluse un contratto di matrimonio con una vedova, Barbara Clarelli, figlia ed erede di Giuseppe Clarelli Marchese di Vacone. Per Paolina si riprospettò la possibilità del matrimonio con quell'Andrea Peroli, che sembrava essere svanita all'inizio dell'anno, ma le trattative si trascinarono invano per tre anni, anche perché i Leopardi avevano difficoltà a racimolare una dote che potesse convincere il Peroli.

### Le prime traduzioni

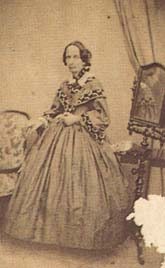
Paolina Leopardi

Così passarono, insieme con i pretendenti, anche gli anni e Paolina continuò la sua vita di clausura domestica. «Essa visse chiusa in una stanza schiava delle antiche abitudini e di sua madre che la trattava come una ragazzina»:: non a caso tradusse dal francese un libro come la Expédition nocturne autour de ma chambre di Xavier de Maistre e la sua traduzione le fu pubblicata nel 1832 da un editore di Pesaro. Unico sfogo, mentre si diradava la corrispondenza con Giacomo, erano le lettere che scambiava, dal 1829, con le sorelle Marianna e Anna Brighenti: «Fra gli altri motivi che hanno renduto così triste la mia vita e che hanno disseccato in me le sorgenti dell'allegrezza e della vivacità, uno è il vivere in Recanati, soggiorno abominevole ed odiosissimo; un altro poi è l'avere in Mamà una persona ultrarigorista [...] Io voglio ridere e piangere insieme: amare e disperarmi, ma amare sempre, ed essere amata egualmente, salire al terzo cielo, poi precipitare [...] Mi pare di esser divenuta un cadavere, e che mi rimanga solo l'anima, anch'essa mezza morta, perché priva di sensazioni di qualunque sorta».
Sempre a Recanati, nel 1837, la raggiunse la notizia della morte di Giacomo. In omaggio alle nozze Carradori-Simonetti, la famiglia Compagnoni Marefoschi, pubblicò una sua Vita di Mozart in versione elegantissima e numerata. In una lettera ad Anna Brighenti, Paolina lascerebbe intendere il suo scritto come una traduzione e riduzione di un'opera francese, che in corso di stampa, con suo grande disappunto, la famiglia bolognese aveva emendato dagli episodi più piccanti. La breve biografia di Paolina non è una testuale traduzione della Vie de Mozart di Stendhal - che è, peraltro, un plagio di una nota giornalistica di Théophile Frédéric Winckler, a sua volta una traduzione del necrologio mozartiano di Friedrich von Schlichtegroll - ma è uno scritto ricavato anche dagli Anedoctes sur Mozart di Carl Friedrich Cramer del 1801 e dalla Biographie W. A. Mozarts di von Nissen, pubblicata nel 1828 e indicata dalla stessa Paolina come sua fonte.
Dieci anni dopo, nel 1847, morì il padre - sul quale scrisse una memoria, Monaldo Leopardi e i suoi figli - e nel 1857 la madre Adelaide.

### Gli ultimi anni
Fu una rivoluzione per la vita di Paolina: smessi gli abiti neri, partì da Recanati per Ancona, poi a Grottammare: nel 1863 fu a Firenze, l'anno dopo visitò l'Emilia e conobbe finalmente di persona, a Modena, le sorelle Brighenti. Non c'è anno in cui non viaggiasse nelle più diverse città italiane: nel 1867 rese omaggio alla tomba del fratello, a Napoli, e l'anno dopo si stabilì presso l'Hotel Royal Victoria di Pisa, la città più amata da Giacomo, dove ne ripercorse i luoghi e vi conobbe un'amica di lui, Teresa Lucignani.
Da Pisa si spostava ogni tanto nella vicina Firenze. Nel febbraio del 1869 tornò a Pisa con la febbre: si parlò di bronchite e fu forse una pleurite dalla quale non si riprese. Morì alle due di notte del 13 marzo, assistita dalla cognata Teresa: i suoi resti, riportati a Recanati, sono inumati nella chiesa di Santa Maria di Varano, presso il cimitero civico.

## Opere
- Lettere scritte a Giacomo Leopardi dai suoi parenti, con giunta di cose inedite e rare, a cura di Giuseppe Piergili, Firenze 1878;
- Lettere a Marianna ed Anna Brighenti, a cura di Emilio Costa, Parma, Battei, 1887
- Lettere inedite, a cura di Giampiero Ferretti, introduzione di Franco Fortini, Bompiani, Milano 1979;
- Io voglio il biancospino. Lettere 1829-1869, a cura di Manuela Ragghianti, Rosellina Archinto Editore, Milano 2003 ISBN 978-88-7768-382-3
- Mozart, a cura di Alessandro Taverna, Il Notes Magico Editore, Padova 2010 ISBN 978-88-88341-24-8
- Lettere ad Anna e Marianna Brighenti 1829-1865, a cura di Floriano Grimaldi, A. Livi Editore, Fermo 2012 ISBN 88-7969-302-6
- Il mondo non è bello se non veduto da lontano. Lettere 1812-1835 (con Giacomo Leopardi), a cura di Laura Barile e Antonio Prete, Nottetempo, Roma 2014 ISBN 9788874525171
- Mozart, a cura e con un saggio introduttivo di Elisabetta Benucci, Venosa, Edizioni Osanna, 2018, pp. 110.
- Lettere (1822-1869), a cura e con un saggio introduttivo di Elisabetta Benucci, Sesto Fiorentino (Fi), apice libri, 2018 (421 lettere di Paolina Leopardi, con circa 50 inediti).
- Roberta Turchi, rec. a Paolina Leopardi, Lettere (1822-1869), «Studi Italiani», 2019, XXXI, 1, pp. 158-162.
- Lettere di Paolina Leopardi a Teresa Teja dai viaggi in Italia 1859-1869, a cura di Lorenzo Abbate e Laura Melosi, Introduzione di Gloria Manghetti, Olschki, Firenze, 2019. ISBN 9788822266293
- Paolina Leopardi,OPERE. Viaggio notturno. Mozart. La conversione di Ratisbonne,  a cura di Elisabetta Benucci, Firenze, Edimedia, 2020 [si riproducono i tre scritti di Paolina, per la prima volta commentati e introdotti da ampie premesse; in appendice si riproduce la delicata Memoria che Paolina scrisse sulla sua famiglia nel 1848 e una rarissima intervista della contessa rilasciata nel 1865].

### Traduzioni
- Viaggio notturno intorno alla mia camera (Expédition nocturne autour de ma chambre) di Xavier de Maistre, Pesaro, 1832, ripubblicato ora in Elisabetta Benucci, Paolina Leopardi, Viaggio notturno intorno alla mia camera. Traduzione dal francese dell’opera di Xavier de Maistre e altri scritti. Presentazione di Franco Foschi. Prefazione di Lucio Felici, Venosa, Edizioni Osanna, 2000, pp. 198. Ora con aggiornamenti bibliografici e note in P. Leopardi, Opere, a cura di Elisabetta Benucci, Firenze, Edimedia, 2020.
- La conversione di Alfonso Maria Ratisobonne esposta da lui medesimo, Loreto, 1842, ristampata in P. Leopardi, Opere, a cura di Elisabetta Benucci, Firenze, Edimedia, 2020.

### Inediti
- Statistica delle persone morte in vari accidenti nel corso dell'anno 1859.

Molti suoi lavori e traduzioni sono rimasti inediti, anche per il fallimento di una trattativa intavolata negli anni 1838-1839 con il tipografo pesarese G. Vincenzi.